# Popielniki
Popielniki (ukr. Попельники) – wieś na Ukrainie w rejonie śniatyńskim obwodu iwanofrankowskiego.
W okresie międzywojennym w miejscowości stacjonowała placówka Straży Celnej „Popielniki”, a potem placówka Straży Celnej „Popielniki”.